# Oláh István (költő)
Oláh István (Marosvásárhely, 1944. április 16. –) erdélyi magyar költő, újságíró.

## Életútja
Középiskoláit szülővárosában végezte (1963), a Babeș-Bolyai Egyetemen s a jászvásári Alexandru Ioan Cuza Egyetemen történelem szakos tanári diplomát szerzett. 1968-tól a Hargita napilap szerkesztője, s szerepel a Megtalált világ címűű irodalmi antológiában. Közben tanított a búzásbesenyői és mezőbodoni általános iskolákban (1964–67). 1985-től az Előre, 1989-től a Romániai Magyar Szó székelyföldi tudósítója, a dévai Corvin Magazin munkatársa (1992–93), a székelyudvarhelyi Pulzus olvasószerkesztője (1996–97). Székelyudvarhelyen él.

## Munkássága
Első verse az Utunkban jelent meg (1966). A Korunk, Igaz Szó, Ifjúmunkás, Hargita, Megyei Tükör, Szabad Szó, A Hét, Könyvtár közli írásait. Lírájára a bizarrság, a kísérletezés jellemző, személyes élményeit s a székely kisváros hangulatát modern ábrázolásmóddal önti versformákba. Kétszer is megkapta a Marosvásárhelyi Írók Egyesületének díját (1978, 1984), háromszor (1992, 1993, 1994) az MTI-Press díját, s a magyarországi Széchenyi Társaság is díjjal tüntette ki (1991).

### Verskötetei
- Álom a csodalúdról (1971)
- Gazdátlan tenger (1974)
- Kőkert (1977)
- Az alakítás avagy a kísérleti költészet esélyei (1978)
- Sötétkamra (1980)
- A második északon (1983)
- Üvegharangjáték Csíkban (1992)
- A virágmindenség fényképe. Versek; Státus, Csíkszereda, 1999
- Zsebregény; Pallas-Akadémia, Csíkszereda, 2006